# Jan Berdak
Jan Berdak (ur. 18 maja 1944 we Lwowie, zm. 8 lutego 2009 w Opolu) – artysta fotografik z tytułem Artiste FIAP (AFIAP) od 1976, w ZPAF od 1971 (numer legitymacji 483).
Uprawiał fotografię kreacyjną. W dorobku kilkadziesiąt wystaw indywidualnych. Udział w dziesiątkach wystawa zbiorowych w kraju i zagranicą. Od 1987 roku stosował technikę cyfrową do przetwarzania fotografii. 
Pierwsza wystawa z zastosowaniem technik cyfrowych miała miejsce w "Starej Galerii" ZPAF w Warszawie w 1988 roku. Prace w zbiorach prywatnych i muzeach. Laureat wielu nagród polskich i zagranicznych. Ostatnim znaczącym sukcesem było zakwalifikowanie jego prac z 1973 roku do wystawy i albumu wydanego z okazji 60-lecia ZPAF pt. "Polska fotografia XX wieku", w której zaprezentowano prace tylko 100 autorów.

## Wybrane wystawy indywidualne
- "Erotyki" - Stara Galeria ZPAF, Warszawa (1972)
- "Fotografia kreacyjna" - Galeria TPSP, Warszawa (1975)
- "Trzeci wymiar" - Galeria ZPAF, Kraków (1975)
- "PHOTOWARE-2" - Stara Galeria ZPAF, Warszawa (1988)
- "Photoshirme" - Galeria Immesen, Hannower, Niemcy (1989)
- "Photo-Digital-Painting" - Galeria Fotografii, Kielce (1994)
- "Digitalphoto" - WOK, Częstochowa (1997)
- "Mixed Media" - restauracja Ranchers, Kraków (2001)
- "Wirtualne pejzaże" - NCK, Kraków (2002)
- "Wirtualne pejzaże" - Galeria B&B, Bielsko-Biała (2003)
- "Erotic collage" - Elbląg  (2004)
- "Erotic collage" - Galeria ZPAF-BWA, Kielce (2005)

## Wybrane wystawy zbiorowe
- "Photoeurop 10" - Paryż, Francja; Lozanna, Szwajcaria; Bruksela, Belgia; Londyn, Anglia (1968)
- "Fotoforum" - Rozamberok, Czechosłowacja (1971)
- "Photokina" - Kolonia, RFN (1972)
- "Polska Fotografia Twórcza" - Kassel, RFN; Norymberga, RFN; Genewa, Szwajcaria (1972)
- "40 lat izohelii" - Wrocław (1972)
- "Biennale Krajów Nadbałtyckich" - Gdańsk (1973)
- "Współczesna Fotografia Polska" - Chalon-sur-Saône, Fracja; Tokio, Japonia; Kopenhaga, Dania; Budapeszt, Węgry (1973)
- "10 Polskich Fotografów" - Londyn, Anglia (1974)
- "Współczesna Fotografia Polska" - Essen, RFN; Londyn, Anglia; Meksyk, Meksyk (1974)
- "Fantastic Photography" - Museum of Modern Art, Meksyk, Meksyk (1979)
- "Fantastic Photography" - Fine Art Galery, Boston, USA; Los Angeles, USA (1980)
- "Salon Zaproszonych" - Salon ŁDK, Łódź (1984)
- "Polska fotografia artystyczna" - Zachęta, Warszawa (1985)
- "Jubileusz 40-lecia ZPAF" - Zachęta, Warszawa (1987)
- "Fotografia Intermedialna" - BWA, Poznań (1988)
- "Ten Photographers from Poland" - Carmel, USA (1990)
- "100 nudi" - Milano, Włochy (1991)
- "13 Biennale Krajobrazu Polskiego" - Galeria Fotografii, Kiece (1995)
- "Relacje" (na Festiwalu Fotografii "Spektrum") - Wrocław (1997/1998)
- "Cyberfoto'97" - Częstochowa (1997)
- "Okręg Dolnośląski ZPAF" - Wrocław; Wiedeń, Austria; Linz, Austria (1990/2000)
- "Gdzie jesteśmy" - Stara Galeria ZPAF, Warszawa (2005)

## Kolekcje
Prace artysty znajdują się m.in. w Muzeum Narodowym we Wrocławiu, Bibliotece im. A. Smolki w Opolu oraz w zbiorach prywatnych w kraju i za granicą.